# Parco nazionale El-Kouf
Il parco nazionale El-Kouf, istituito nel 1975, è uno dei sette parchi nazionali della Libia. El-Kouf si trova lungo la costa mediterranea nord-orientale della Libia e presenta una biodiversità sia marina che terrestre. La Libia ha inoltre altre cinque riserve, ventiquattro aree protette e due zone umide, Ain Elshakika e Ain Elzarga, che sono protette dalla Convenzione di Ramsar dal 2000.

## Sfondo e posizione
Il Parco nazionale El-Kouf è stato istituito nel 1975 ed è stato visitato da circa 100.000 turisti nel 1980, che sono poi aumentati a circa 300.000 nel 1985. Nonostante abbia attirato così tanti turisti per un lungo periodo, il parco ha avuto pochissimo personale con specifici compiti di conservazione della fauna selvatica. Nel 1991, il parco è stato segnalato per non essere ben gestito e adeguatamente regolamentato.
Il parco è molto vicino al ponte Wadi al-Kuf. Si trova a quasi 180 chilometri (110 mi) a nord-est di Bengasi, a 19 chilometri (12 mi) a ovest della città di Beida sul lato nord-orientale della Libia. Copre una superficie di 35 000 ettari (86 000 acri) con uno sviluppo costiero di 20 km. L'area di conservazione totale, tuttavia, è di 100 000 ettari (250 000 acri) compresa la vasta area del bacino di Wadi El-Kouf e anche le spiagge, le scogliere rocciose, le dune di sabbia e lagune. L'area è delimitata dalla massa calcarea di Jabel Al-Akhdar, una montagna di 860 metri (2 820 ft) che forma un'area rettangolare delimitata dalla linea costiera del Mar Mediterraneo.

## Fauna selvatica

### Flora
Sono state registrate nel parco circa il 90% delle piante trovate in Libia. Le dune costiere sono ricoperte di erbe e cespugli sparsi. Le colline calcaree nell'entroterra sono ricoperte da intricati cespugli di macchia mediterranea. Alcune specie presenti nel parco includono Cedrus atlantica (coltivata), Juniperus phoenicea, Pistacia lentiscus, Arbutus pavarii, Olea europaea, Myrtus communis, Quercus coccifera e alcuni boschetti di Cupressus sempervirens. Capre e pecore rappresentano un problema per la gestione della flora del parco.

### Fauna
Le specie faunistiche registrate includono la iena striata (Hyaena hyaena), il lupo egiziano (Canis anthus lupaster), il cinghiale (Sus scrofa), il daino (Dama dama), la volpe rossa (Vulpes vulpes), la genetta maculata (Genetta genetta), il gatto selvatico africano (Felis silvestris lybica), l'istrice crestato (Hystrix cristata) e il macaco di Barberia (Macaca sylvanus). Al largo e nelle lagune salmastre si trovano il delfino comune dal becco corto (Delphinus delphis) e il delfino tursiope comune (Tursiops truncatus), e la tartaruga marina Caretta caretta che depone le uova sulle spiagge.

#### Uccelli
Il parco nazionale si trova all'interno della Jabal al Akhdar come Important Bird Area, identificata come tale da BirdLife International. Gli uccelli registrati dal parco includono aquile reali, capovaccaio, pernici barbaresche, quaglie comuni, otarda grande, otarda di Houbara, cicogne nere, cicogne bianche e pteroclidae, oltre ad aironi, anatre e trampolieri. Sono notati anche i fenicotteri maggiori sulle spiagge, il pavone verde e introdotti anche molti rapaci.